# Toxeuma aquilonium
Toxeuma aquilonium är en stekelart som beskrevs av Heydon 1988. Toxeuma aquilonium ingår i släktet Toxeuma och familjen puppglanssteklar. Inga underarter finns listade i Catalogue of Life.